# Chant V du Paradis
Le Chant V du Paradis est le cinquième chant du Paradis de la Divine Comédie du poète florentin Dante Alighieri. Il se déroule dans le ciel de la Lune et dans le ciel de Mercure où résident respectivement les âmes de ceux qui ont échoué dans leurs vœux et de ceux qui ont recherché la gloire et les honneurs terrestres, dans l'après-midi du 13 avril 1300 ou du 30 mars 1300.

## Thèmes et contenus

### La Doctrine du Vœu: versets 1-63
Avant de clarifier le doute de Dante apparu dans le chant précédent, Béatrice explique pourquoi elle lui apparaît (à Dante) si brillante au point de l'éblouir et se réjouit avec son intellect qui accueille déjà la lumière éternelle (c'est-à-dire la bonté et la vérité éternelles). Dans un premier temps, elle démontre l'aspect sacré du vœu, puisqu'il s'agit d'un pacte entre l'homme et Dieu (verset 28) : avec lui, en effet, l'homme sacrifie à Dieu le libre arbitre, le plus grand don reçu de son Créateur et non accordé aux autres créatures  (versets 19-24). Il ne peut donc pas utiliser à nouveau la liberté qu'il a sacrifiée à Dieu par un acte volontaire.
Malgré cela, l'Église accorde des dispenses de vœux. Béatrice distingue alors les deux éléments essentiels du vœu : la matière du vœu (chasteté, pauvreté...) et la convenance (le pacte avec Dieu). L'affaire peut être changée, mais seulement avec la permission de l'Église et seulement si la nouvelle offre est de valeur supérieure à la première. L'alliance ne peut être annulée que lorsque le vœu a été complètement accompli.

### Admonition aux Chrétiens: versets 64-84
Il s'ensuit que les chrétiens ne doivent pas prendre à la légère les vœux qu'ils ne peuvent pas tenir. Béatrice conclut par une vibrante exhortation à se comporter avec plus de prudence et à suivre de près les enseignements de l'Écriture et du Magistère de l'Église catholique, de peur de risquer d'être traités de « brebis folles » par les Juifs.

### L'Ascension au ciel de Mercure: versets 85-99
Béatrice et Dante montent ensuite au deuxième ciel, celui de Mercure, dans lequel se trouvent les âmes de ceux qui, de leur vivant, ont accompli de bonnes œuvres pour obtenir honneur et gloire. Le passage vers le paradis de Mercure est manifesté par le « semblant de transmutation » de Béatrice (verset 88) : dans son visage de plus en plus rayonnant, Dante peut voir sa propre progression sur le chemin qui le mène à la conquête de la vérité éternelle.

### Apparition d'une Foule de Bienheureux: versets 100-139
Une foule d'esprits apparait dans Mercure et Dante souhaite savoir qui ils sont. L'un d'eux s'adresse au Poète, se déclarant prêt à satisfaire, au nom de la charité, toutes ses questions. Dante demande à connaître son nom et pourquoi il est là. Dans le chant suivant, l'âme en question (qui s'avère être celle de Justinien) répondra à ses questions et déjà en se revêtant entièrement de lumière, il montre sa joie de pouvoir satisfaire la demande.

## Analyse
Plus de la moitié du Chant V est consacrée à la réponse au doute exprimé par Dante à la fin du Chant précédent, à savoir s'il est possible de compenser une violation du vœu par une autre bonne œuvre. Le cinquième chant s'ouvre directement sur les paroles de Béatrice, qui explique comment la lumière flamboyante de son regard est le fruit et l'image de l'ardent esprit de charité qui l'anime. (Le thème de la lumière et de sa signification spirituelle est récurrent). Elle aborde ensuite le problème du vœu, en soulignant la valeur de la liberté comme étant le plus grand don fait par Dieu à l'homme. Si l'alliance librement conclue avec Dieu au moment du vœu est rompue, rien ne peut la remplacer : ce serait comme faire bon usage d'un maltolletto ou d'un bien mal acquis, fruit du vol.
Il est toutefois possible que l'Église accorde une dispense du vœu. Béatrice explique que le sacrifice de son propre bien, librement assumé et offert à Dieu (la forme du vœu), ne peut en aucun cas être annulé. La matière du vœu, par contre, peut être substituée mais dans des conditions précises et avec le consentement de l'Église, symbolisé par les clés d'argent (absolution) et d'or (jugement). Faire un vœu, commente Béatrice, est donc un acte d'une grande gravité qui ne doit pas être fait à la légère (comme l'ont fait Jephté et Agamemnon). Les chrétiens doivent être prudents et prendre des décisions difficiles de manière réfléchie ; après tout, ils sont déjà guidés par les Saintes Écritures et le magistère ecclésiastique.
Après ce développement doctrinal, qui conclut le thème né dans le Chant III, le récit du voyage céleste reprend avec le passage rapide du ciel de la Lune à celui de Mercure. Béatrice est revêtue d'une luminosité encore plus grande, au point que la planète brille encore plus fort (verset 97 : « l'étoile changea et se mit à rire »). D'innombrables âmes apparaissent désormais comme des « splendeurs », s'approchant du pèlerin heureux de pouvoir lui manifester leur charité, tout comme les poissons dans les eaux claires se dirigent vers ce qu'ils croient pouvoir les nourrir. 
Dante, impatient de leur parler, reçoit un salut d'une de ces âmes qui l'encourage à parler et il répond en posant la question de l'identité et de la condition qu'il renouvelle à chaque rencontre avec les esprits des différents cieux. L'âme accentue sa lumière dans la joie, au point de dissimuler les traits humains  et « fermée à double tour » (verset 138) elle commence à répondre. La réponse, cependant, ouvre le chant suivant.
La première partie du Chant V exprime avec la sévérité des paroles de Béatrice, un appel à la rigueur morale et spirituelle, dans lequel il est possible de reconnaître la position de Dante, qui n'hésite pas à réfuter l'affirmation de Thomas d'Aquin selon laquelle une dispense totale du vœu peut être donnée. La critique de la hiérarchie ecclésiastique, qui profite de l'argent ou des biens matériels (verset 79) par la pratique de la dispense de vœux, est également évidente. La sévérité du jugement est soulignée par le « langage comique » (au sens médiéval, c'est-à-dire de bas niveau) (versets 79-84).
Les tons polémiques sont suivis du silence et de la transmutation de Béatrice. Elles sont le signe du passage  au ciel de Mercure, dont la rapidité est soulignée par la simile d'une flèche qui touche sa cible avant que la corde de l'arc ait fini de vibrer (versets 91-93). Après un passage descriptif sur la splendeur de Béatrice qui se répercute dans celle de l'étoile, une nouvelle simile, également issue d'un contexte quotidien (versets 100-104), introduit la rencontre avec les âmes, et une voix invite Dante à parler. Dante le poète interrompt la narration en s'adressant au lecteur : si la narration du poème devait s'arrêter là, la déception du lecteur serait semblable à celle ressentie par Dante le pèlerin si l'identité des âmes n'avait pas été révélée. L'appel au lecteur a pour effet d'attirer l'attention sur quelque chose d'important qui va se produire. Il n'y a aucune déception, car les tercets conclusifs amorcent une conversation éclairante qui occupera tout le chant suivant. Le Chant V se termine dans cette attente, soulignée par l'allitération et l'itération « nel modo che 'l seguente canto canta ».